# Achyrolimonia bisalba
Achyrolimonia bisalba är en tvåvingeart som först beskrevs av Alexander 1961.  Achyrolimonia bisalba ingår i släktet Achyrolimonia och familjen småharkrankar.
Artens utbredningsområde är Madagaskar. Inga underarter finns listade i Catalogue of Life.